# Michał Bąkiewicz
Michał Bąkiewicz est un joueur polonais de volley-ball né le 22 mars 1981 à Piotrków Trybunalski (voïvodie de Łódź). Il mesure 1,97 m et joue réceptionneur-attaquant. Il totalise 205 sélections en équipe de Pologne.

## Biographie
Il est récipiendaire de la Croix d'Or de l'Ordre du Mérite de la République de Pologne en 2006 et de la Croix de Chevalier de l'Ordre Polonia Restituta en 2009.

## Clubs
| Club            | De        | À         |
| --------------- | --------- | --------- |
| AZS Częstochowa | 2000-2001 | 2002-2003 |
| Skra Bełchatów  | 2003-2004 | 2003-2004 |
| AZS Olsztyn     | 2004-2005 | 2006-2007 |
| Skra Bełchatów  | 2007-2008 | 2012-2013 |
| AZS Częstochowa | 2013-2014 | ...       |

## Palmarès
- Championnat du monde
  - Finaliste : 2006
- Championnat d'Europe (1)
  - Vainqueur : 2009
- Championnat du monde des clubs
  - Finaliste : 2009, 2010
- Ligue des champions
  - Finaliste : 2012
- Championnat de Pologne (4)
  - Vainqueur : 2008, 2009, 2010, 2011
  - Finaliste : 2001, 2002, 2003, 2005, 2012
- Coupe de Pologne (3)
  - Vainqueur : 2009, 2011, 2012
  - Finaliste : 2004